# 中塚章浩
中塚 章浩（なかつか あきひろ、1980年10月19日 - ）は、日本の実業家、転職エージェント、著述家。北海道出身。株式会社アドバンスフロー代表取締役社長。

## 経歴
テンプスタッフ株式会社（現：パーソルテンプスタッフ株式会社） に入社し、派遣業務、紹介予定派遣業務、転職エージェント業務、新卒代行業務、採用イベント代行業務、業務委託業務など幅広い業務を行う。
金融・不動産・メーカー・商社・IT・マスコミ・小売・官公庁など多岐にわたる業界を担当。延べ2,000人近くの面接（派遣スタッフの職場見学を含む）に立ち会い、面接に特化した知識を培う。株式会社リクルートライフスタイルにて広告の営業部署での経験を積み、2010年に株式会社アドバンスフローを設立して代表取締役に就任。
自身のスキルと転職経験を活かし、転職エージェント事業を行っている。その他、Webメディア制作事業・Web広告運用事業・転職情報サイト「#就職しよう」のディレクションにも携わっている。

## 著作
- 『現役転職エージェントが解決! 面接の疑問 Q＆A』2021年2月